# Cañamero
Cañamero è un comune spagnolo di 1 875 abitanti situato nella comunità autonoma dell'Estremadura.